# Tiro alla fune ai Giochi olimpici
Il tiro alla fune è stato uno sport olimpico ai Giochi olimpici estivi in ogni edizione dal 1900 al 1920. In origine alla competizione partecipavano delle società sportive, e questo significava che una nazione poteva vincere diverse medaglie. Questo accadde nel 1908, quando la Gran Bretagna vinse tutte e 3 le medaglie.

## Medagliere

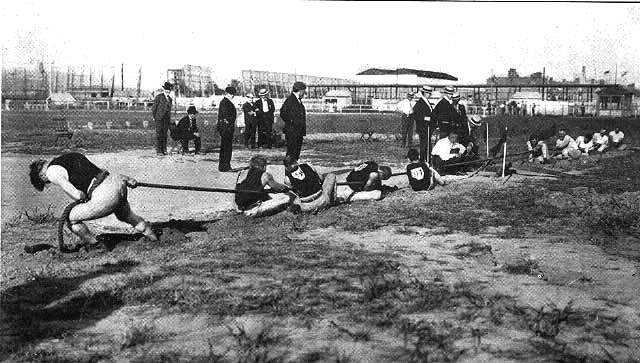
Gara di tiro alla fune ai Giochi olimpici del 1904

Il seguente medagliere non prende in considerazione le medaglie legate agli eventi dei Giochi olimpici intermedi.
| Pos | Nazione       | Oro | Argento | Bronzo | Totale |
| --- | ------------- | --- | ------- | ------ | ------ |
| 1   | Gran Bretagna | 2   | 2       | 1      | 5      |
| 2   | Stati Uniti   | 1   | 1       | 0      | 2      |
| 3   | Squadra mista | 1   | 0       | 1      | 2      |
| 3   | Svezia        | 1   | 0       | 1      | 2      |
| 5   | Francia       | 0   | 1       | 0      | 1      |
| 5   | Paesi Bassi   | 0   | 1       | 0      | 1      |
| 7   | Belgio        | 0   | 0       | 1      | 1      |

## Albo d'oro
| Edizione       | Oro           | Argento       | Bronzo        |
| -------------- | ------------- | ------------- | ------------- |
| Parigi 1900    | Squadra mista | Francia       | —             |
| St. Louis 1904 | Stati Uniti   | Stati Uniti   | Squadra mista |
| Atene 1906     | Germania      | Grecia        | Svezia        |
| Londra 1908    | Gran Bretagna | Gran Bretagna | Gran Bretagna |
| Stoccolma 1912 | Svezia        | Gran Bretagna | —             |
| Anversa 1920   | Gran Bretagna | Paesi Bassi   | Belgio        |